# تایرا نو تاداماسا
تایرا نو تاداماسا (به ژاپنی: 平 忠正 たいら の ただまさ) (تولد نامشخص–مرگ ۱۵ اوت ۱۱۵۶) در اواخر دوره هی‌آن از خاندان ایسه‌هی سامورایی پسر تایرا نو ماساموری برادر تایرا نو تاداموری و عموی تایرا نو کیوموری بود. وی نیز به مانند پدرش به امپراتور شیراکاوا خدمت می‌کرد. در شورش هوگن (۱۱۵۶ میلادی) به تبعیت از فوجیوارا نو یوریناگا از جانشینی امپراتور سوتوکو حمایت می‌کرد پس از شکست از امپراتور گو شیراکاوا به دست برادرزاده خود تایرا نو کیوموری در روکوهارای کیوتو گردن زده شد.